# Rassemblement démocratique pour la modernité du Cameroun
 (avril 2010).
Si vous disposez d'ouvrages ou d'articles de référence ou si vous connaissez des sites web de qualité traitant du thème abordé ici, merci de compléter l'article en donnant les références utiles à sa vérifiabilité et en les liant à la section « Notes et références ».
 (septembre 2016).
Améliorez-le ou discutez des points à vérifier. 
Le Rassemblement démocratique pour la modernité du Cameroun est un parti politique du Cameroun créé en octobre 1995.
Le RDMC dispose de plusieurs organes fonctionnels sur l’ensemble du territoire national :
- la Présidence nationale : elle est assurée par Pierre Mila Assouté ;
- Le Parti a 5 vice-présidents. 250 membres du collège central et 30 membres du conseil politique.
- le Collège Central : le Secrétariat Général est assuré par Derek Dzeka Tangwa[réf. nécessaire] qui est entouré de plusieurs collaborateurs ;
- le Conseil des Forces pour la Modernité du Cameroun (CFMC) : c’est un organe d’expertise rattaché au bureau politique et qui sert d’office de conseil au Président national. Ses membres sont nommés par le Président national et les présidents de régions sont d’office membres du CFMC ;
- les Bureaux de Régions sont fonctionnels. Toutes les régions du Cameroun disposent d’un bureau de 11 membres. Chaque région comprend des secteurs, des sous-secteurs et des comités de ralliement.